# Donald Ross Prothero
Donald Ross Prothero (21 de febrer del 1954) és un geòleg, paleontòleg i autor estatunidenc especialitzat en la paleontologia dels mamífers i la magnetoestratigrafia, una tècnica emprada per datar capes rocoses del Cenozoic i situar temporalment els canvis climàtics que es produïren 30-40 milions d'anys enrere. És l'autor o editor de més de 35 llibres i més de 300 articles científics, incloent-hi com a mínim cinc llibres de text de geologia.
Stephen Jay Gould cità la recerca de Prothero sobre la falta de resposta al canvi climàtic en mamífers de l'Eocè, l'Oligocè i el Plistocè com a prova a favor del model evolutiu de l'equilibri puntuat. Es referí a Prothero com «el millor investigador sobre equilibri puntuat de la Costa Oest».